# 崖邊區 (士嘉堡)
崖邊區（英語：Cliffside）是加拿大安大略省多倫多士嘉堡的一個社區，位於士嘉堡懸崖沿線。它西接堅尼地道（Kennedy Road），北接聖卡拉東路（St. Clair Avenue East），東接冰梨道（Brimley Road），南接士嘉堡懸崖。

## 歷史

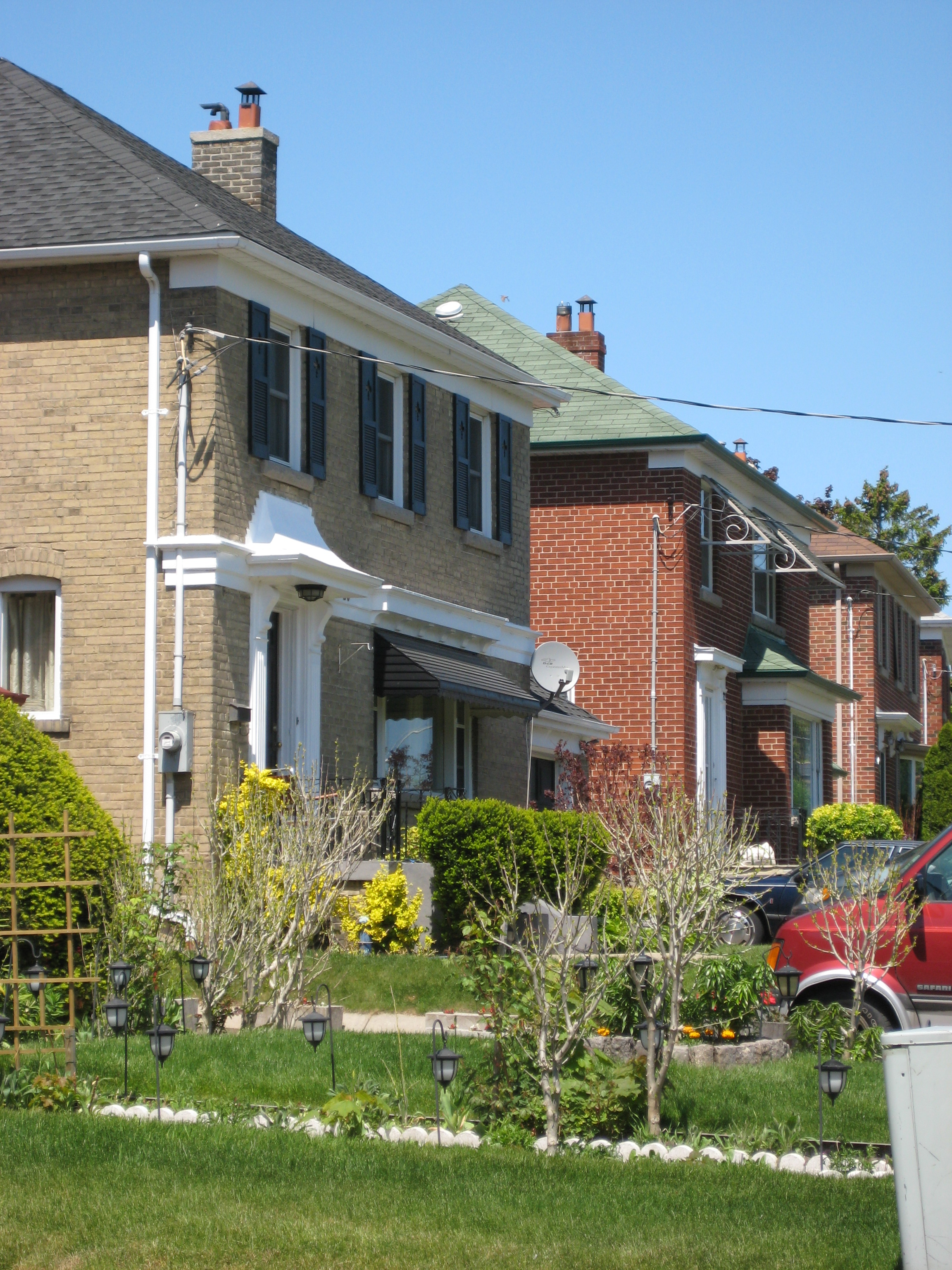
士嘉堡崖邊區在1950年代被開發為住宅區。

崖邊區在1950年代初期發展為現代大型郊區住宅區，在二戰後嬰兒潮時期，農田細分。京士頓道（Kingston Road）以南的地區以前是一個高爾夫球場。在向西發展白楊崖社區之前，這個地方建造了一些房屋。
社區人口中有大量具有不列顛群島族裔背景的人：英格蘭裔佔19.8%，蘇格蘭裔佔14.4%，愛爾蘭裔佔11.8%，總計46%（來源：2001年人口普查）。

## 教育
兩個公立教育局在崖邊區運營小學，世俗的多倫多公校教育局（TDSB）及由天主教背景的多倫多天主教教育局（TCDSB）。兩個公校局都沒有在社區運營中學，學生可前往鄰近社區的TCDSB或TDSB中學就讀。
法語公校局維亞蒙德公校局（Conseil scolaire Viamonde）及法語天主教公校局Conseil scolaire catholique MonAvenir也為崖邊區的居民提供教育，儘管它們不在社區運營學校。

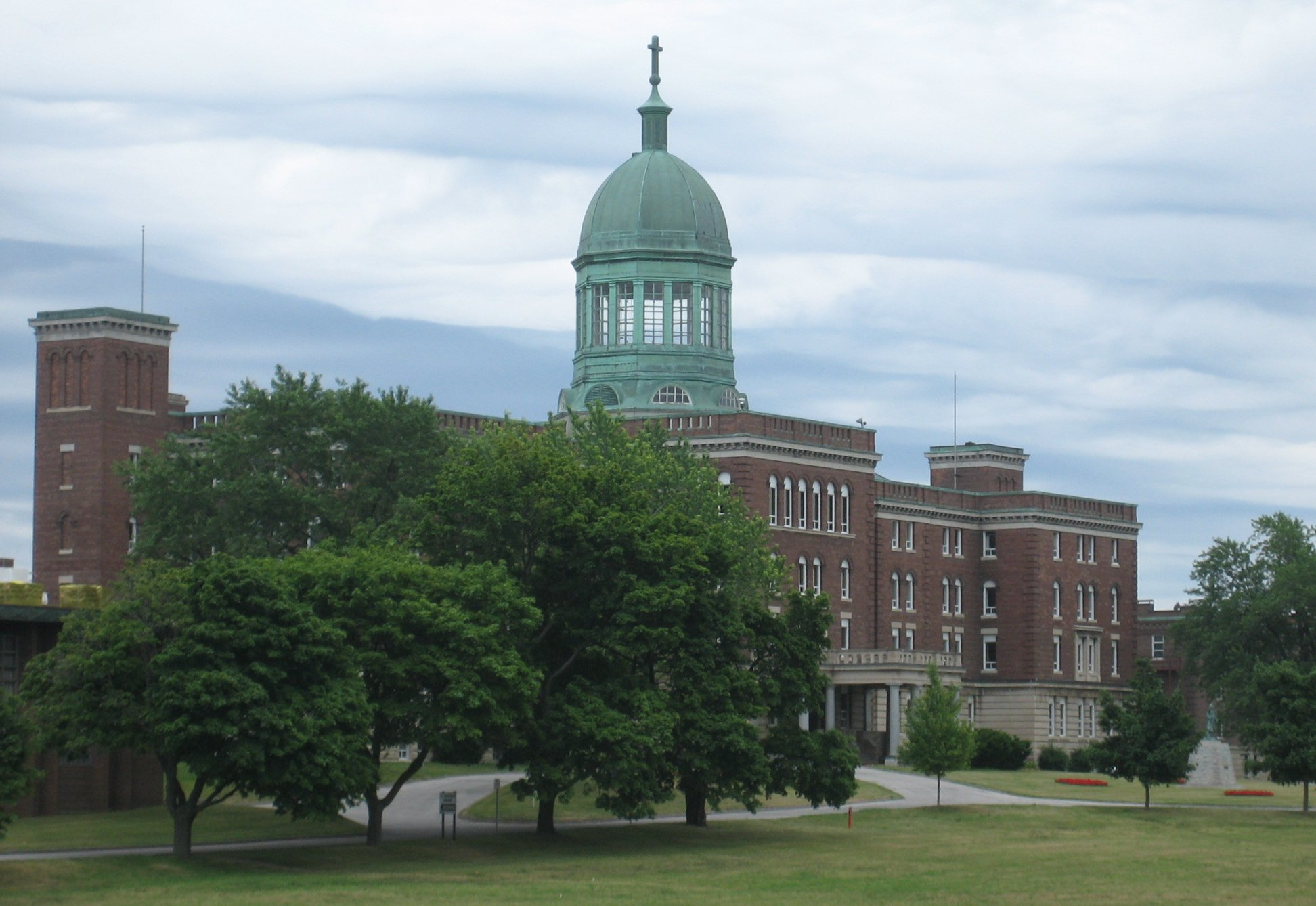
聖奧斯定神學院（St. Augustine's Seminary）是崖邊區的一所專上教育院校。

除了初等教育及中等教育，崖邊區還擁有專上程度的天主教神學院聖奧斯定神學院（St. Augustine's Seminary）。

## 康樂
崖邊區多座公園，其中大部分都靠近湖濱及士嘉堡懸崖（Scarborough Bluffs），包括士嘉堡坊公園（Scarboro Crescent Park）、士嘉堡嶺公園（Scarborough Heights Park）、美蘭谷公園（Midland Ravine Park）及懸崖公園（Bluffer's Park）的東邊部份。懸崖公園擁有許多便利設施，包括懸崖公園遊艇會（Bluffer's Park Yacht Club）。
崖邊區的市政公園由多倫多公園、林務及康樂部（Toronto Parks, Forestry and Recreation Division）運營。

## 運輸
社區的公共運輸由多倫多公車局（TTC）的巴士系統提供，有多條路線穿過該社區。除了TTC巴士路線外，還可在士嘉堡GO運輸火車站乘搭GO運輸通勤鐵路線，即湖濱東線（Lakeshore East）及史托夫威老線（Stouffville）。
崖邊區的主要東西向道路包括聖卡拉路（St. Clair Avenue）及京士頓道（Kingston Road）。

## 外部連結
维基共享资源上的相關多媒體資源：崖邊區